# Shilat
Shilat (hebreiska: שילת) är en ort i Israel. Den ligger i den nordöstra delen av landet. Shilat ligger 266 meter över havet och antalet invånare är 485.
Terrängen runt Shilat är platt åt nordväst, men åt sydost är den kuperad. Terrängen runt Shilat sluttar brant västerut.Runt Shilat är det tätbefolkat, med 411 invånare per kvadratkilometer. Närmaste större samhälle är Reẖovot, 19,6 km väster om Shilat. Trakten runt Shilat består till största delen av jordbruksmark.